# Arrondissement Argenteuil
Argenteuil is een arrondissement van het Franse departement Val-d'Oise in de regio Île-de-France. De onderprefectuur is Argenteuil.

## Kantons
Het arrondissement was tot 2014 samengesteld uit de volgende kantons:
- Kanton Argenteuil-Est
- Kanton Argenteuil-Nord
- Kanton Argenteuil-Ouest
- Kanton Bezons
- Kanton Cormeilles-en-Parisis
- Kanton Herblay
- Kanton Sannois

Na de herindeling van de kantons in 2014, met uitwerking in maart 2015, zijn dat:
- Kanton Argenteuil-1
- Kanton Argenteuil-2
- Kanton Argenteuil-3
- Kanton Franconville (deel 1/2)
- Kanton Herblay, sinds februari 2021 Kanton Herblay-sur-Seine